# Биршогыр
Биршогыр (каз. Біршоғыр) — село в Шалкарском районе Актюбинской области Казахстана. Административный центр Биршогырского сельского округа. Находится примерно в 103 км к северо-западу от города Шалкар, административного центра района, на высоте 396 метров над уровнем моря. Код КАТО — 156438100. В селе находится одноимённая железнодорожная станция линии Оренбург — Ташкент.
В советский период село носило название Берчогур.
Вблизи села действует карьер по добыче строительного камня и изготовлению щебня.

## Население
В 1999 году население села составляло 1491 человека (734 мужчины и 757 женщин). По данным переписи 2009 года в селе проживало 1370 человек (679 мужчин и 691 женщина).

## Галерея

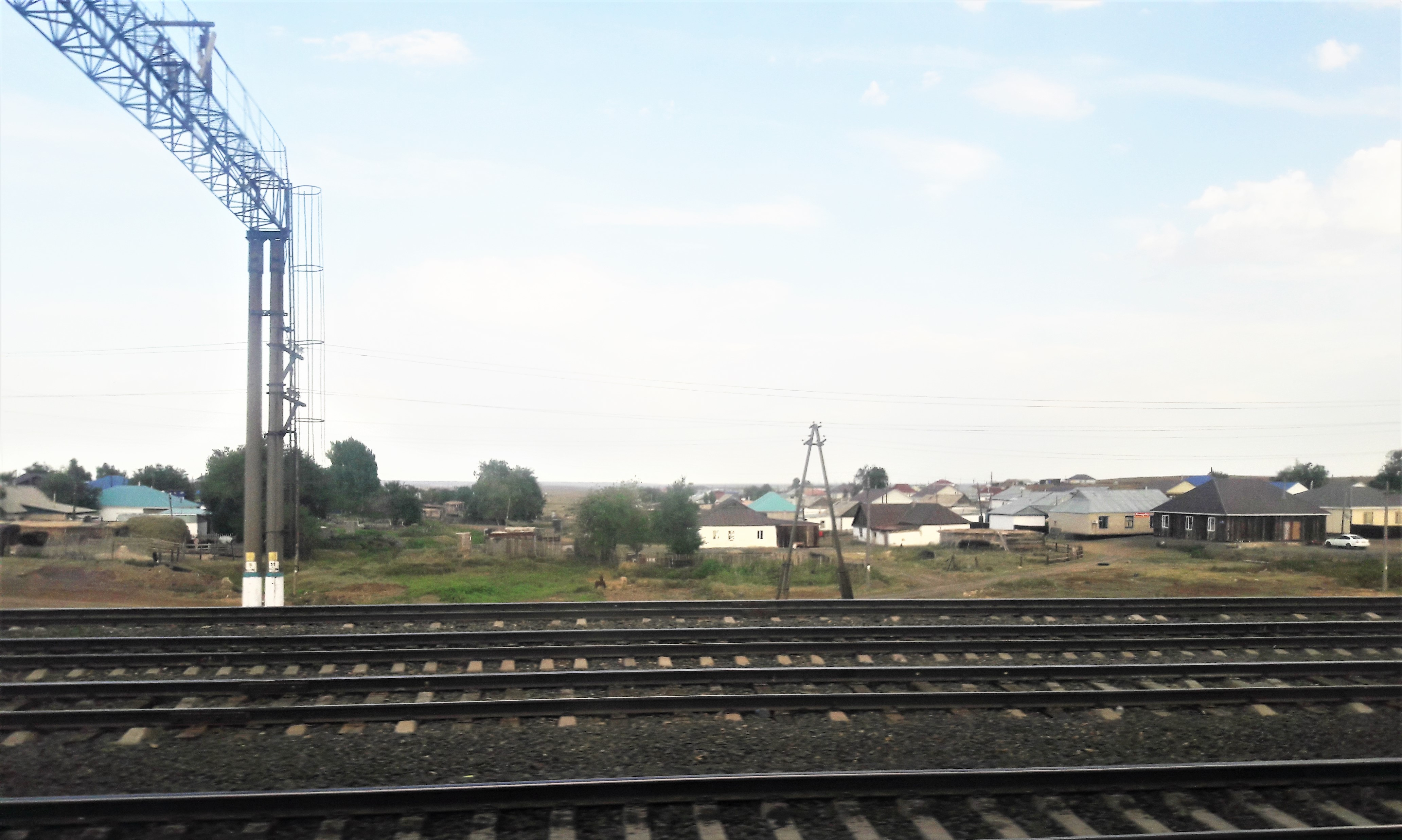
Биршогыр. Район ж.д.станций
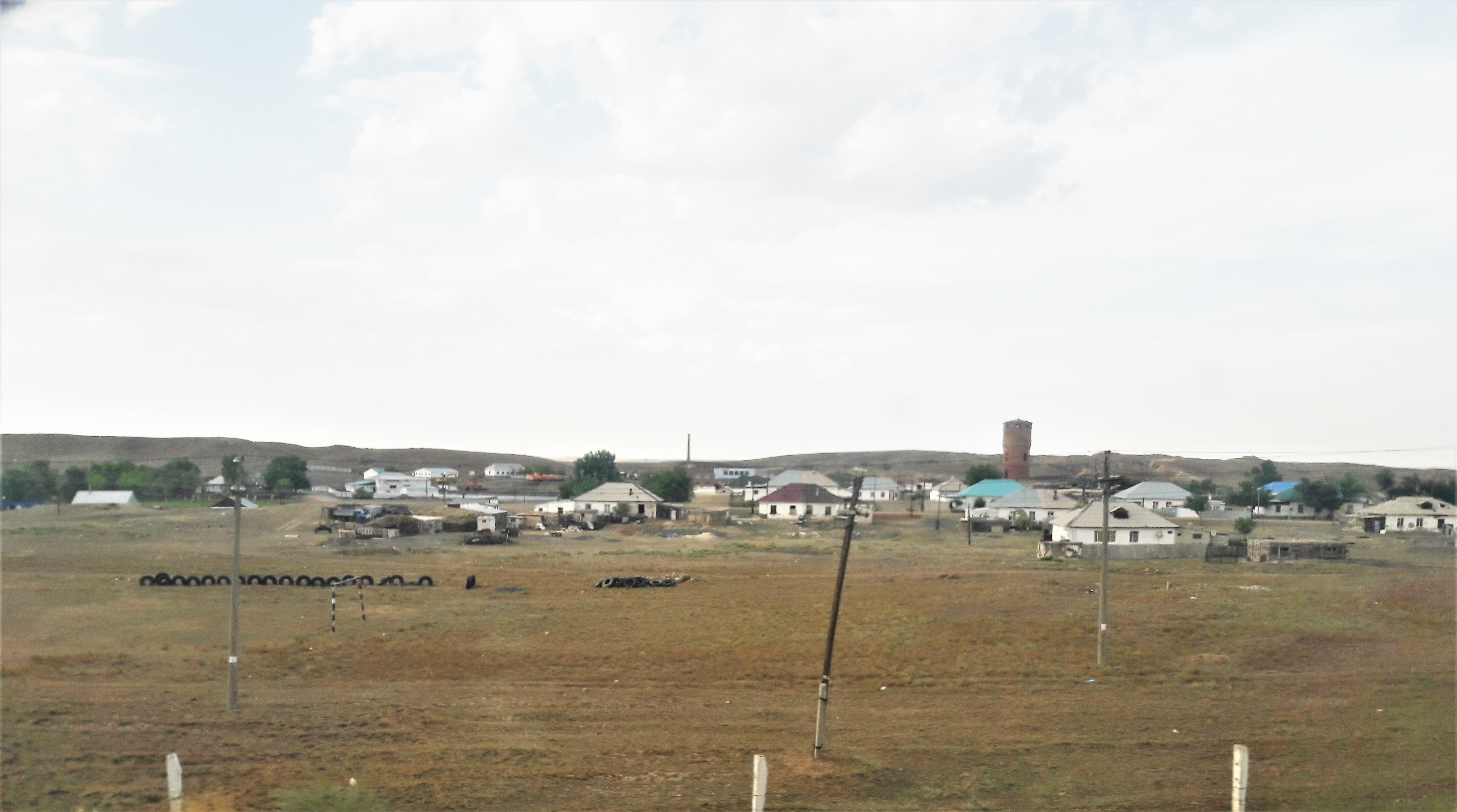
Биршогыр. Общий вид.